# Malthinus scapularis
Malthinus scapularis là một loài bọ cánh cứng trong họ Cantharidae. Loài này được Marseul miêu tả khoa học năm 1878.